# Jordania zonope
Jordania zonope – gatunek morskiej ryby skorpenokształtnej (Scorpaeniformes) z rodziny głowaczowatych (Cottidae), jedyny przedstawiciel rodzaju Jordania. 

## Występowanie
Występuje w wodach wschodniego Oceanu Spokojnego od Wyspy Baranowa wzdłuż południowo-wschodnich wybrzeży Alaski do Point Lobos i wybrzeży środkowej Kalifornii.

## Charakterystyka
Osiąga długość 15 cm. Ubarwienie oliwkowozielone, zwykle z czerwonymi smugami, 6–7 siodlastymi plamami na grzbiecie i rzędem ciemnych plam na bokach. Występuje w strefie przybrzeżnej, na głębokościach 2–38 m, wśród skał lub glonów. Czerwone elementy ubarwienia ułatwiają rybie maskowanie wśród czerwonych alg, wśród których Jordania zonope często przebywa.  W okresie rozrodu wykazuje silny terytorializm.